# Internationaal Museum van de Barok

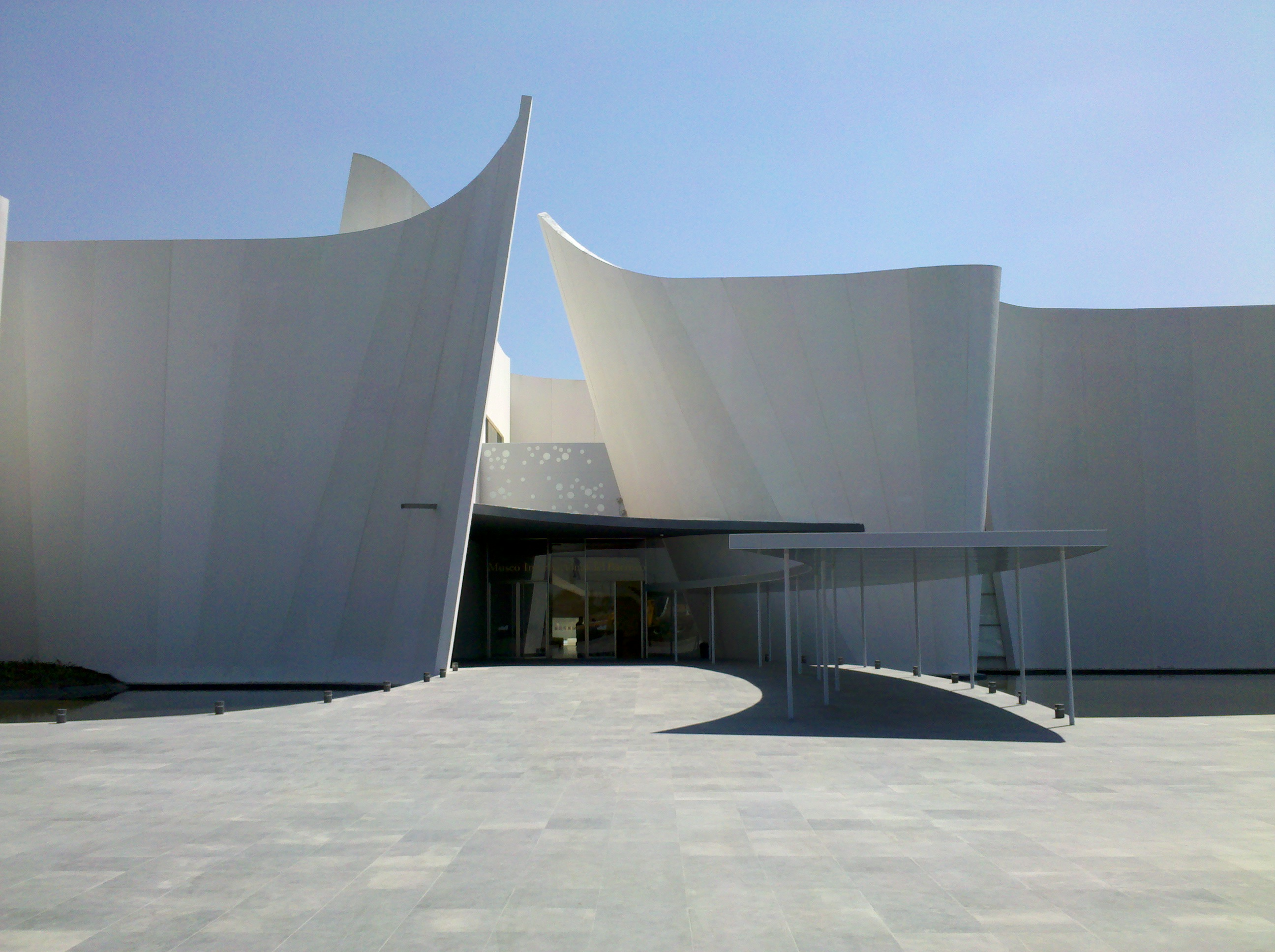
Internationaal Museum van de Barok

Het Internationale Museum van de Barok (Museo Internacional del Barroco in het Spaans) is een groot museum van de Barok omvattend kunst, architectuur, literatuur en muziek, ontworpen door Japaanse architect Toyoo Itō in Puebla, Mexico. Het werd geopend op 4 februari 2016.

## Foto's

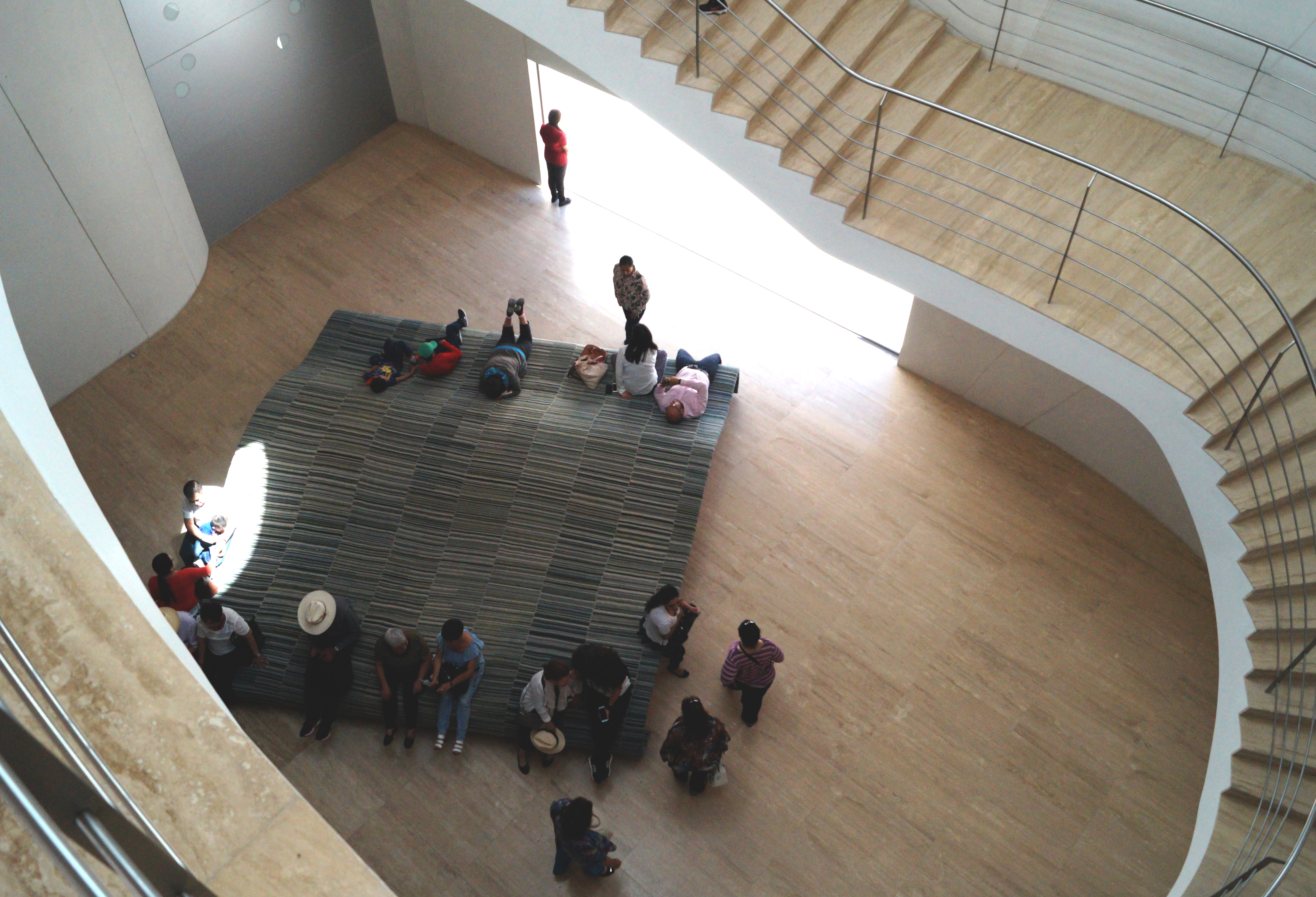
Trappen
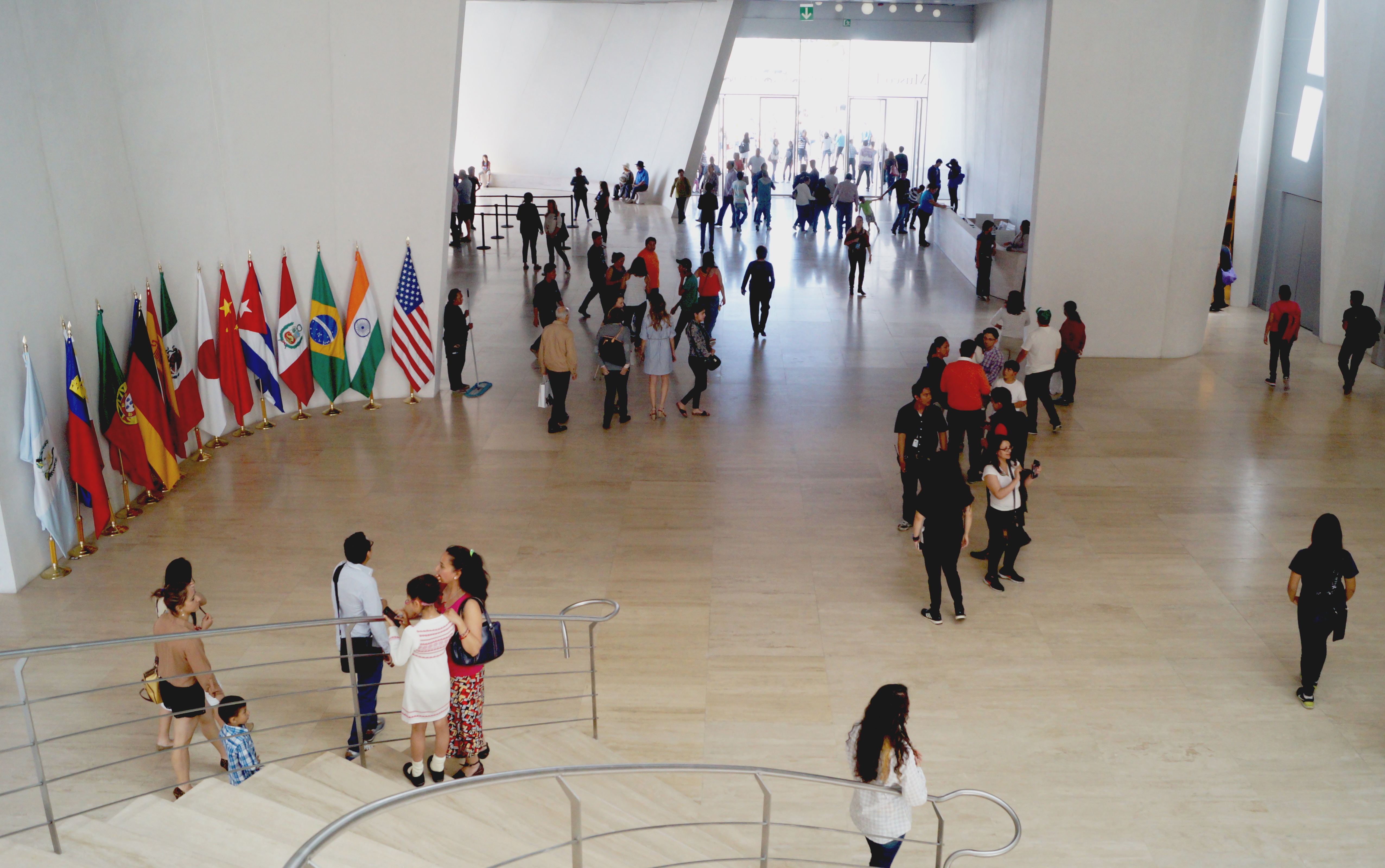
Lobby
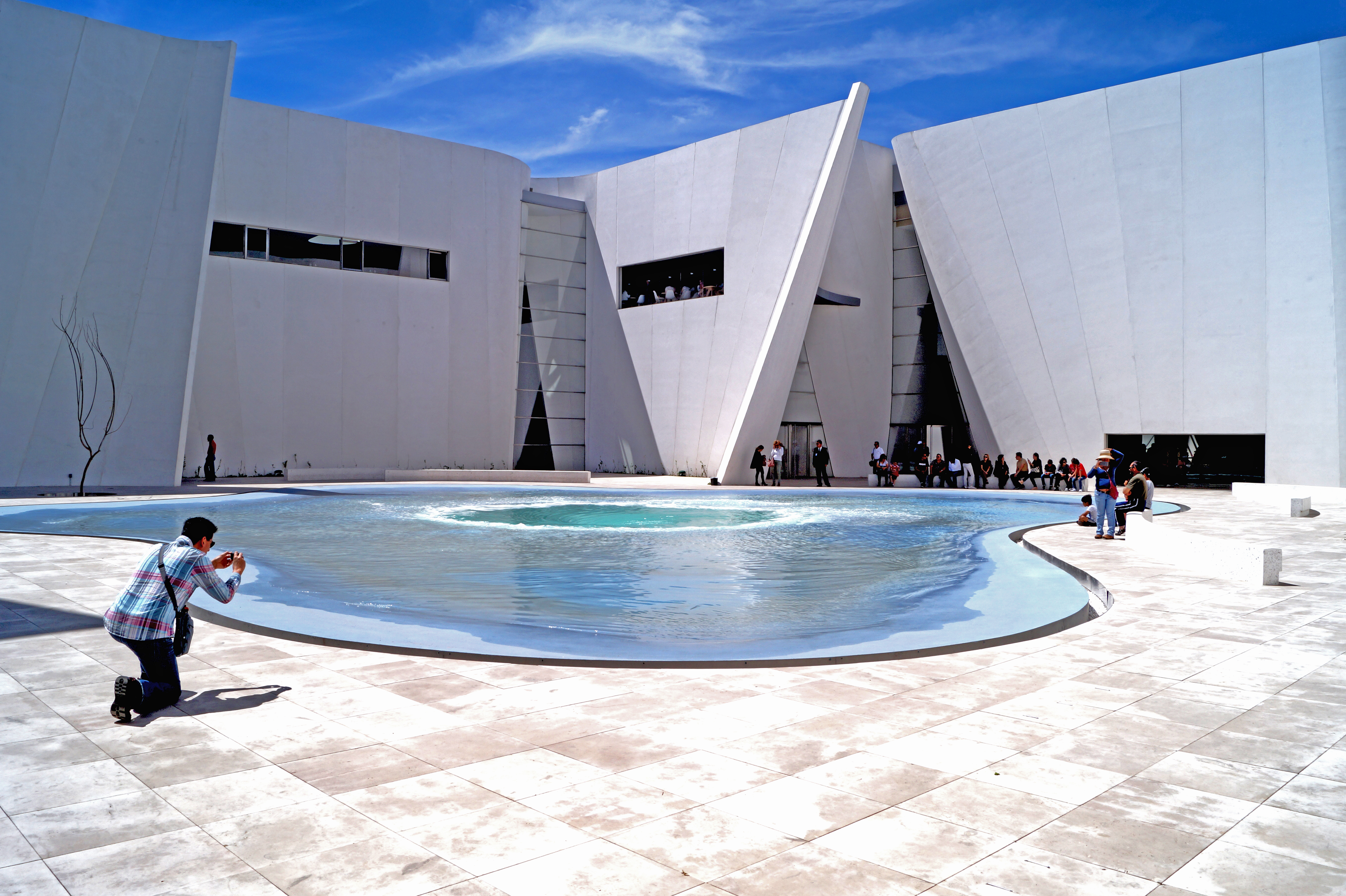
Fontein
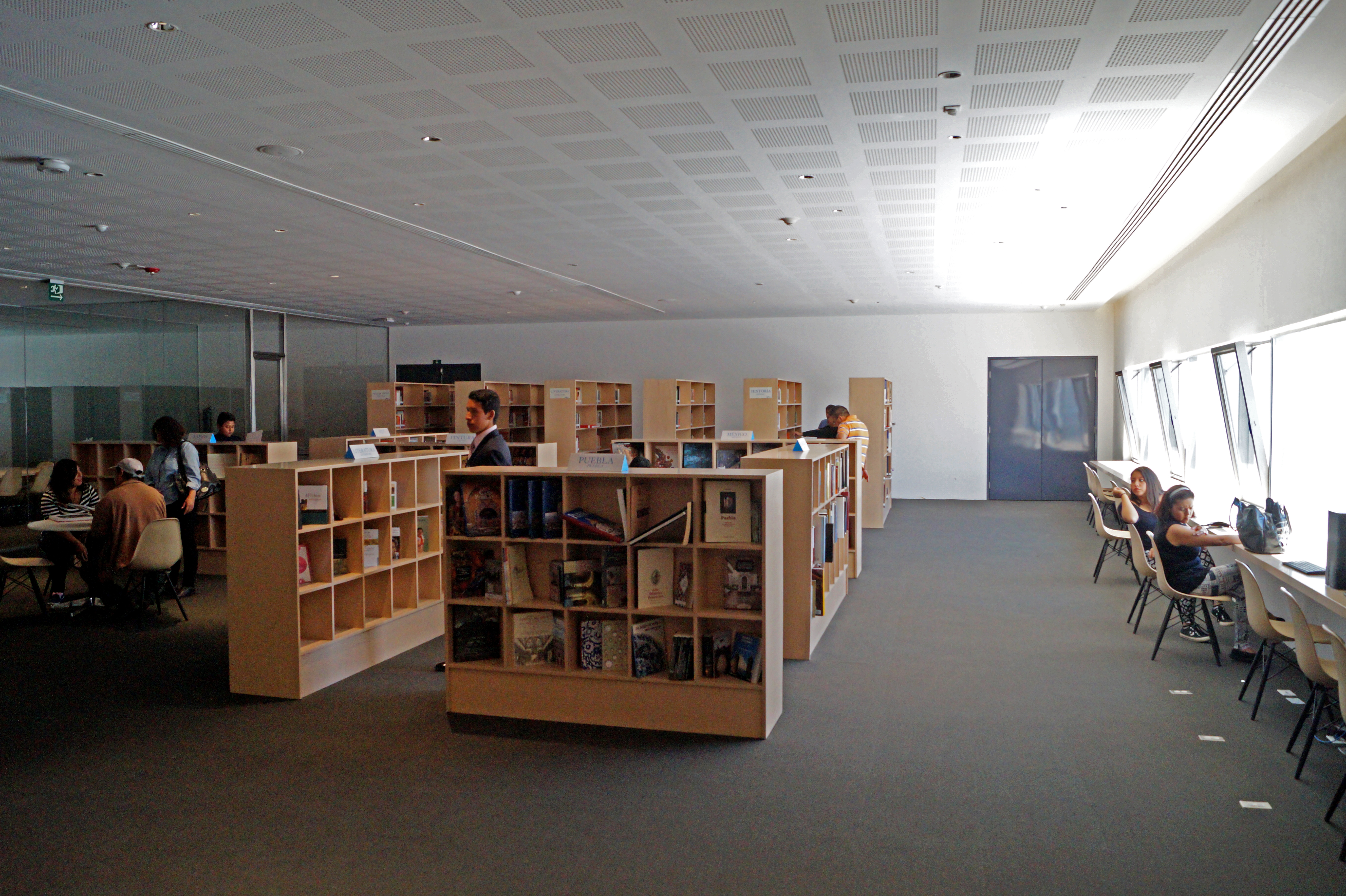
Bibliotheek